# یک پسر بد (فیلم ۱۹۵۱)
یک پسر بد (لهستانی: Zły chłopiec) یک فیلم کوتاه لهستانی به کارگردانی آندری وایدا است که در سال ۱۹۵۱ منتشر شد و به سبک فیلم‌های صامت ساخته شده‌است. از بازیگران آن می‌توان به یان اومنیتسکی اشاره کرد.